# Костылев, Алексей Александрович
Алексей Александрович Ко́стылев (род. 1 июля 1951, Фрязино, Щёлковский район, Московская область, СССР) — советский хоккеист, нападающий. Мастер спорта.
С 11 лет тренировался во фрязинской детско-юношеской спортивной школе «Олимп», в 1967—1968 гг. — в молодёжной команде московского «Динамо». Выступал за рязанский «Станкостроитель» (1969—1975), московский «Спартак» (1975—1981), австрийские «Капфенберг» (1981—1984) и «Инсбрук» (1984—1985), московский «Москвич» (1985—1988). Всего в чемпионатах Советского Союза провёл 249 матчей, в которых забросил 96 шайб.

## Достижения
- Чемпион СССР — 1976[2].
- Серебряный призёр чемпионата СССР — 1981[2].
- Бронзовый призёр чемпионата СССР — 1975, 1979, 1980[2].